# Diadasia willineri
Diadasia willineri är en biart som först beskrevs av Jesus Santiago Moure 1947.  Diadasia willineri ingår i släktet Diadasia och familjen långtungebin. Inga underarter finns listade i Catalogue of Life.